# Stazione meteorologica di Carsoli
La stazione meteorologica di Carsoli è la stazione meteorologica di riferimento relativa alla località di Carsoli.

## Coordinate geografiche
La stazione meteorologica si trova nell'area climatica dell'Italia centrale, in cui è compreso l'intero territorio regionale dell'Abruzzo, in provincia dell'Aquila, nel comune di Carsoli, a 640 metri s.l.m. e alle coordinate geografiche 42°06′N 13°05′E.

## Dati climatologici
In base alla media trentennale di riferimento 1961-1990, la temperatura media del mese più freddo, gennaio, si attesta a +3,1 °C; quella del mese più caldo, agosto, è di +19,9 °C .
| Carsoli            | Mesi | Mesi | Mesi | Mesi | Mesi | Mesi | Mesi | Mesi | Mesi | Mesi | Mesi | Mesi | Stagioni | Stagioni | Stagioni | Stagioni | Anno |
| Carsoli            | Gen  | Feb  | Mar  | Apr  | Mag  | Giu  | Lug  | Ago  | Set  | Ott  | Nov  | Dic  | Inv      | Pri      | Est      | Aut      | Anno |
| ------------------ | ---- | ---- | ---- | ---- | ---- | ---- | ---- | ---- | ---- | ---- | ---- | ---- | -------- | -------- | -------- | -------- | ---- |
| T. max. media (°C) | 9,4  | 10,0 | 13,1 | 16,5 | 21,1 | 25,2 | 28,9 | 29,5 | 25,7 | 20,2 | 14,3 | 10,7 | 10,0     | 16,9     | 27,9     | 20,1     | 18,7 |
| T. min. media (°C) | −3,2 | −2,2 | 0,7  | 3,1  | 6,0  | 9,1  | 10,5 | 10,3 | 8,6  | 4,2  | 2,7  | −0,9 | −2,1     | 3,3      | 10,0     | 5,2      | 4,1  |